# Hymenophyllum rufifolium
Hymenophyllum rufifolium är en hinnbräkenväxtart som beskrevs av Cornelis Rugier Willem Karel van Alderwerelt van Rosenburgh. Hymenophyllum rufifolium ingår i släktet Hymenophyllum och familjen Hymenophyllaceae. Inga underarter finns listade.